# ريتا برنارديني
ريتا برنارديني (من مواليد 27 ديسمبر 1952) سياسية إيطالية.
ولدت ريتا برنارديني في روما، وكانت سكرتيرة الراديكاليين الإيطاليين من نوفمبر 2013 إلى 2015. وقد كانت سكرتيرة بين عامي 2006 و2008. انتخبت نائبة في البرلمان الإيطالي عام 2008 عن الحزب الديمقراطي.